# Президентские выборы в Финляндии (1946)
Президентские выборы в Финляндии в 1946 году были непрямыми. В 1944 году парламент принял закон, который позволил Карлу Густаву Эмилю Маннергейму проработать весь шестилетний президентский срок. Однако 4 марта 1946 года он подал в отставку, указав в качестве причины свое ухудшение здоровья и свое мнение о том, что задачи, которые он был выбран для выполнения, были выполнены. В парламенте были проведены выборы для назначения его преемника. Юхо Кусти Паасикиви был избран 159 голосами из 200. Маннергейм страдал от плохого здоровья с 1945 года и находился на отдыхе за границей в Португалии. Он был обеспокоен возможностью быть обвиненным в злоупотреблении своим служебным положением в качестве главнокомандующего финской армией при утверждении участия Финляндии в продолжающейся войне против Советского Союза и в неофициальном военном союзе с Германией. Он не был обвинен, но восемь ведущих финских политиков военного времени были, и Маннергейм оставался за границей, и на больничном в больнице Красного Креста в Хельсинки, чтобы оставаться на политическом фоне во время суда над «военной виной». Паасикиви рассматривался многими финскими политиками как единственный реальный преемник Маннергейма, учитывая его многолетний дипломатический и внешнеполитический опыт. Поскольку многие Карельские беженцы не смогли бы проголосовать на очередных президентских выборах в Финляндии до осени 1946 года, из-за частой смены родного города финский парламент решил принять исключительный закон об избрании нового президента. Бывший президент Каарло Юхо Стольберг не был официальным кандидатом в президенты, но он получил 14 голосов сочувствия на этих президентских выборах, потому что несколько финских парламентариев уважали его предпочтение регулярным президентским выборам.

## Результаты голосования
| Кандидат                   | Партия                            | Число голосов | %    |
| -------------------------- | --------------------------------- | ------------- | ---- |
| Юхо Кусти Паасикиви        | Национальная коалиция             | 159           | 79.5 |
| Каарло Юхо Стольберг       | Национальная прогрессивная партия | 14            | 7.0  |
| Недействительные бюллетени | Недействительные бюллетени        | 11            | 5.5. |
| Всего                      | Всего                             | 200           | 100  |
| Источник: Nohlen & Stöver  |                                   |               |      |